# Мюльбах-ам-Гохкеніг
Мюльбах-ам-Гохкеніг — містечко та громада в австрійській землі Зальцбург. Місто належить округу Санкт-Йоганн-ім-Понгау. 
Мюльбах-ам-Гохкеніг на мапі округу та землі. 

## Виноски
1. ↑  www.muehlbach-hochkoenig.at. Архів оригіналу за 11 серпня 2016. Процитовано 29 червня 2013.